# Алово (Мордовия)
Алово (эрз. Аловеле) — село, центр сельской администрации в Атяшевском районе Республики Мордовия.

## Название дохристианского периода
От мордовского имени Ало (Алов); в числе первооснователей — сыновья Алова: Родька, Сялдуш с братом Кофкайкой (Гераклитов,1938)

## История
- 1612 г. — Жителями д. Пичевеле («Сосновка») основано село Большое Алово — иначе «Покш веле» (эрз.) — дословно «Большое село».
- 1639 г. — Основана д. Новая Алова или Нагорная Алова — «Нагорка», иначе «Вере пе» (эрз.) — дословно «Верхний конец».
- 1639 г. — Деревня Новая Алова определена в состав Верхосурского стана Алатырского уезда, Казанского наместничества.
- 1708—1717 гг. — д. Новая Алова находилась в составе Алатырского уезда Казанской и Нижегородской губернии (поочередно).
- 1780 г. — Село Архангельское Алово тож и деревня Верхняя Алова, дворцовых крещёной мордвы, вошли в состав Алатырского уезда Симбирского наместничества[3].
- 1796 г. — Село Архангельское Алово и деревня Верхняя Алова вошли в созданную Симбирскую губернию (Алатырский уезд, Сыресевская волость).
- 1859 г. — Село Алово и деревня Верхняя Алова, удельных крестьян[4].
- 1861 г. — Отмена крепостного права., в том числе для ясашных крестьян (закрепленных за царским домом) России.
- 1900 г. — с. Алово и д. Алово смежна с селом[5].
- 1927 г. — Село и деревня вошли в состав Атяшевского района, Мордовской АССР.
- 1929 г. — Село Алово и деревня Алово слились в одно село — Алово Атяшевского района Мордовской АССР РСФСР.
- 1993 г. — Село Алово в составе Атяшевского района Республики Мордовия, Российской Федерации.

## География, климат, экология
Расположено на речке Тразовке (бассейн реки Суры), в 30 км от районного центра и железнодорожной станции Атяшево. Климат умеренный, континентальный. Преобладают юго-восточные ветра. Сбор метеоданных (временной ряд более 30 лет) ведет Арзамаскин Анатолий Григорьевич.
| Год                                  | 2010 | 2011 | 2012 | 2013 |
| Среднегодовая температура воздуха, С | 5,34 | 4,32 | 5,45 | 6,14 |
| Годовая величина осадков, мм         | 422  | 583  | 563  | 647  |

Экологическая ситуация в районе села — благоприятная. Автомобильные магистрали и крупные промышленные предприятия находятся на расстоянии 25-30 км от села.

## Население
| 1612  | 1721  | 1859  | 1931  | 2001  | 2002  | 2010  |
| ----- | ----- | ----- | ----- | ----- | ----- | ----- |
| 10    | ↗81   | ↗2802 | ↗5435 | ↘1625 | ↘1512 | ↘1169 |
| 2012  | 2013  |       |       |       |       |       |
| ↘1118 | ↘1093 |       |       |       |       |       |

Средний возраст жителя села (по данным переписи 2010 г.) увеличился. В поисках работы село покидает молодёжь, переезжающая в крупные города: Тольятти, Ульяновск, Саранск, Москва.
| Год                         | 1612 | 1721 | 1780 | 1859 | 1900 | 1931 | 2001 | 2002 | 2010 | 2012 | 2013 | 2018 | 2020 |
| Численность населения, чел. | 10   | 81   | 410  | 2802 | 3117 | 5435 | 1625 | 1512 | 1169 | 1118 | 1093 |      |      |

## Промышленные предприятия, занятость населения
В 1930 году был основан колхоз «Передовик» (председатель — коммунист-двадцатипятитысячник К. И. Лебедев), в 1936 году создано ещё 3 колхоза: им. М. Горького, им. 25-го Октября и 1-го Мая. В 1951 году все колхозы были объединены в одно хозяйство — им. Горького (Марискин, 1998), с 1997 г. — СХПК «Аловский», с 2009 г. — ООО «Аловское» (входит в холдинг МАПО-Мордовское Агропромышленное Объединение).
Население занято в сельском хозяйстве (мясокомбинат «Атяшевский», ЗАО «Мордовский бекон») и в сфере услуг (в том числе в селе Атяшево).

## Православный приход
До 1934 г. в Алове действовали летняя («Михайловская» — во имя Архистратига Божия Михаила; 1865) и зимняя («Троицкая» — во имя Живоначальные Троицы; 1880) церкви.
В настоящее время функционирует церковь Михаила-Архангела (построена в 2000 г.). Престольный праздник отмечается на День Михаила Архангела — 21 ноября.

## Фамилии
Арзамаскины, Адошкины, Климбовские, Лукьяновы, Вавилкины, Устимовы, Кудашкины, Сурковы, Тюгашкины, Понетайкины, Веряскины, Виряскины, Бояркины, Бритвины, Сорокины, Кузнецовы, Какуркины, Рассейкины, Козловы, Пелагейкины, Вдовины, Константиновы, Майоровы, Поликарповы, Телины, Фомины, Аверьяновы, Бакшайкины, Васины, Демины, Дерюшкины, Добрынкины, Голубкины, Дорофеевы, Евстигнеевы, Зиновы, Иневаткины, Исайкины, Козины, Куманейкины, Лебедевы, Мазайкины, Муравлевы, Нестеровы, Одошкины, Пантелейкины, Пантилейкены, Резайкины, Синьковы, Ивановы, Калашниковы, Скворцовы, Шишкановы, Акимовы, Барсуковы, Борсуковы, Кузоваткины, Кутутлайкины, Крымзины, Мисяковы, Маскаевы, Сидоровы, Фабричновы, Галягины, Москаевы, Потаповы, Тюгашкины, Фомины, Балыковы, Беловы, Благодаревы, Булычевы, Варванцевы, Волковы, Вьюшкины, Гордеевы, Гурьяновы, Демидовы, Долговы, Ермушкины, Катайкины, Кичайкины, Куркины, Тенькины, Удаловы, Ураевы, Фадеевы, Фадейкины, Фирсовы, Харитоновы, Чиндяйкины, Ямашовы. Всего — 95 фамилий по данным телефонного справочника села 2001 года.
Наиболее древние фамилии с. Алова: Устимовы, Понетайкины, Дерюшкины, Дорофеевы, Евстигнеевы, Пантилейкины, Мисяковы, Сорокины, Тюгашкины, Вьюшкины, Куркины, Тенькины, Ямашовы, Арзамаскины.

## Знатные уроженцы села
- Руководители: Герой Социалистического Труда А. А. Климбовский

## Памятные места и достопримечательности
- С февраля 1988 г. в задании Аловской средней школы функционирует историко-краеведческий музей села Алово.
- В центре села установлен обелиск воинам села, павшим в Великой Отечественной войне.
- Близ Алова обнаружены курганы срубной культуры бронзового века (Шитов, 1987).
- В 3 км, к юго-западу от села, в живописном месте находится большой пруд, являющийся местом отдыха сельчан и приезжих.
- В 1,5 км, к востоку от села (на границе с Ульяновской областью) находится родник, облагороженный сельчанами — братьями Арзамаскиными.

## Список литературы
- Гераклитов А. А. Алатырская мордва. — Саранск, 1938
- Марискин И. С., Марискин О. И. Летопись Атяшевской земли. — Саранск, 1998
- Шитов В. Н. Курганы срубной культуры в Мордовии // Тр. МНИИЯЛИЭ. — Вып. 80.— Саранск, 1987
- Марискин И. С., Марискин О. И. Село на Трезовке. — Саранск, 2001
- Алову — 400 лет. Альбом. — Саранск, 2013
- Список населённых мест Симбирской губернии, 1863
- Марискин О. И. Традиционная культура мордвы-эрзи Атяшевского района Республики Мордовия. — Саранск, 2014.